# Покровське (Дмитровський міський округ)
Покро́вське (рос. Покровское) — село у складі Дмитровського міського округу Московської області, Росія.

## Населення
Населення — 233 особи (2010; 278 у 2002).
Національний склад (станом на 2002 рік):
- росіяни — 88 %